# GSAT-6A
O GSAT-6A é um satélite de comunicação geoestacionário indiano que foi ser localizado na posição orbital de 0 graus de longitude leste. Ele foi construído e é também operado pela Organização Indiana de Pesquisa Espacial (ISRO). O satélite foi baseado na plataforma I-2K (I-2000) Bus e sua expectativa de vida útil é de 12 anos.

## Lançamento
O satélite foi lançado com sucesso ao espaço em 29 de março de 2018, às 11:26 UTC, por meio de um veículo GSLV Mk.II a partir do Centro Espacial de Satish Dhawan, na Índia. Ele tinha uma massa de lançamento de 2.117 kg.